# Aluísio Carvão
Aluísio Carvão (Belém, 24 de janeiro de 1920 — Poços de Caldas, 15 de novembro de 2001) foi um pintor, escultor, ilustrador, ator, cenógrafo e professor brasileiro.
Em 1946 participou, pela primeira vez, de uma coletiva, tendo recebido o Prêmio Especial no Salão Paraense de Belas Artes.
Integrou o Grupo Frente entre 1953 e 1956, e tomou parte das principais exposições coletivas ligadas ao concretismo brasileiro, como a 1ª Exposição Nacional de Arte Abstrata em 1953, em Petrópolis; as mostras do Grupo Frente realizadas no Rio de Janeiro em 1954 e 1955; e a 1ª Exposição Nacional de Arte Concreta em São Paulo em 1956, e no Rio de Janeiro em 1957. Entre 1957 e 1959 lecionou no Museu de Arte Moderna do Rio de Janeiro, substituindo Ivan Serpa. Realizou uma exposição individual na Galeria de Artes das Folhas em 1958, em São Paulo.
Em 1959 assinou, com os artistas Amilcar de Castro, Franz Weissmann, Lygia Clark, Lygia Pape e o poeta Reynaldo Jardim, o Manifesto Neoconcreto, escrito por Ferreira Gullar. Com esse grupo de artistas participou da Exposição de Arte Neoconcreta, em 1959, no Rio de Janeiro, também exibida em São Paulo e Salvador.
Em 1960 ganhou o prêmio de viagem ao estrangeiro no Salão Nacional de Arte Moderna, embarcando para a Europa, onde permaneceu até 1963. No final da década de 1960 iniciou sua série com material reciclável, construindo obras a partir de tampinhas de garrafa, barbante e descartáveis, com seu trabalho evoluindo para uma pesquisa cromática no campo da abstração. Foi também professor na Escola de Artes Visuais do Parque Lage, além de ter participado de bienais de arte no Brasil e no exterior.
Em maio de 2001 realizou sua última exposição, juntamente com trabalhos de Ione Saldanha, no Museu de Arte Contemporânea de Niterói.